# Who You Are (singolo Jessie J)
Who You Are è un brano della cantante inglese Jessie J, pubblicato il 7 novembre 2011 come quinto singolo dal suo album di debutto Who You Are. Era stato in precedenza pubblicato il 1º novembre 2010 come singolo promozionale. Il brano è stato scritto da Jessie J, Toby Gad, Shelly Peiken ed è stato prodotto da Toby Gad.

## Tracce
Download digitale
1. Who You Are - 3:51

## Classifiche
| Classifica (2011) | Posizione massima |
| ----------------- | ----------------- |
| Australia         | 86                |
| Canada            | 85                |
| Irlanda           | 23                |
| Regno Unito       | 8                 |
| Svezia            | 37                |